# Peperomia lasierrana
Peperomia lasierrana är en pepparväxtart som beskrevs av Trel. & Yunck.. Peperomia lasierrana ingår i släktet peperomior, och familjen pepparväxter. Inga underarter finns listade i Catalogue of Life.